# Wereldbeker noordse combinatie
De wereldbeker noordse combinatie is, net zoals in de andere skisporten, een trofee die wordt toegekend aan de atleet die gedurende een seizoen de meeste punten heeft verzameld op de verschillende wedstrijden die meetellen voor de beker. De wereldbeker noordse combinatie bestaat sedert het seizoen 1983/1984. Het is een organisatie van de internationale ski-federatie FIS. In het seizoen 2000/2001 werden de sprintwedstrijden ingevoerd en werd er een apart wereldbekerklassement opgemaakt. In het seizoen 2008/2009 werden deze wedstrijden niet meer gehouden.

## Erelijst algemene wereldbeker
| Seizoen   | Eerste              | Eerste | Tweede              | Tweede | Derde               | Derde |
| --------- | ------------------- | ------ | ------------------- | ------ | ------------------- | ----- |
| 1983/1984 | Tom Sandberg        | NOR    | Uwe Dotzauer        | GDR    | Geir Andersen       | NOR   |
| 1984/1985 | Geir Andersen       | NOR    | Hermann Weinbuch    | FRG    | Hubert Schwarz      | FRG   |
| 1985/1986 | Hermann Weinbuch    | FRG    | Thomas Müller       | FRG    | Geir Andersen       | NOR   |
| 1986/1987 | Torbjørn Løkken     | NOR    | Hermann Weinbuch    | FRG    | Hippolyt Kempf      | SUI   |
| 1987/1988 | Klaus Sulzenbacher  | AUT    | Torbjørn Løkken     | NOR    | Andreas Schaad      | SUI   |
| 1988/1989 | Trond-Arne Bredesen | NOR    | Klaus Sulzenbacher  | AUT    | Hippolyt Kempf      | SUI   |
| 1989/1990 | Klaus Sulzenbacher  | AUT    | Allar Levandi       | EST    | Knut Tore Apeland   | NOR   |
| 1990/1991 | Fred Børre Lundberg | NOR    | Klaus Sulzenbacher  | AUT    | Trond Einar Elden   | NOR   |
| 1991/1992 | Fabrice Guy         | FRA    | Klaus Sulzenbacher  | AUT    | Fred Børre Lundberg | NOR   |
| 1992/1993 | Kenji Ogiwara       | JPN    | Fred Børre Lundberg | NOR    | Takanori Kono       | JPN   |
| 1993/1994 | Kenji Ogiwara       | JPN    | Takanori Kono       | JPN    | Fred Børre Lundberg | NOR   |
| 1994/1995 | Kenji Ogiwara       | JPN    | Bjarte Engen Vik    | NOR    | Knut Tore Apeland   | NOR   |
| 1995/1996 | Knut Tore Apeland   | NOR    | Kenji Ogiwara       | JPN    | Jari Mantila        | FIN   |
| 1996/1997 | Samppa Lajunen      | FIN    | Jari Mantila        | FIN    | Bjarte Engen Vik    | NOR   |
| 1997/1998 | Bjarte Engen Vik    | NOR    | Mario Stecher       | AUT    | Felix Gottwald      | AUT   |
| 1998/1999 | Bjarte Engen Vik    | NOR    | Hannu Manninen      | FIN    | Ladislav Rygl       | CZE   |
| 1999/2000 | Samppa Lajunen      | FIN    | Bjarte Engen Vik    | NOR    | Ladislav Rygl       | CZE   |
| 2000/2001 | Felix Gottwald      | AUT    | Ronny Ackermann     | GER    | Bjarte Engen Vik    | NOR   |
| 2001/2002 | Ronny Ackermann     | GER    | Felix Gottwald      | AUT    | Samppa Lajunen      | FIN   |
| 2002/2003 | Ronny Ackermann     | GER    | Felix Gottwald      | AUT    | Björn Kircheisen    | GER   |
| 2003/2004 | Hannu Manninen      | FIN    | Ronny Ackermann     | GER    | Samppa Lajunen      | FIN   |
| 2004/2005 | Hannu Manninen      | FIN    | Ronny Ackermann     | GER    | Felix Gottwald      | AUT   |
| 2005/2006 | Hannu Manninen      | FIN    | Magnus Moan         | NOR    | Björn Kircheisen    | GER   |
| 2006/2007 | Hannu Manninen      | FIN    | Jason Lamy-Chappuis | FRA    | Magnus Moan         | NOR   |
| 2007/2008 | Ronny Ackermann     | GER    | Petter Tande        | NOR    | Bill Demong         | USA   |
| 2008/2009 | Anssi Koivuranta    | FIN    | Magnus Moan         | NOR    | Bill Demong         | USA   |
| 2009/2010 | Jason Lamy-Chappuis | FRA    | Felix Gottwald      | AUT    | Magnus Moan         | NOR   |
| 2010/2011 | Jason Lamy-Chappuis | FRA    | Mikko Kokslien      | NOR    | Felix Gottwald      | AUT   |
| 2011/2012 | Jason Lamy-Chappuis | FRA    | Akito Watabe        | JPN    | Mikko Kokslien      | NOR   |
| 2012/2013 | Eric Frenzel        | GER    | Jason Lamy-Chappuis | FRA    | Akito Watabe        | JPN   |
| 2013/2014 | Eric Frenzel        | GER    | Johannes Rydzek     | GER    | Akito Watabe        | JPN   |
| 2014/2015 | Eric Frenzel        | GER    | Akito Watabe        | JPN    | Johannes Rydzek     | GER   |
| 2015/2016 | Eric Frenzel        | GER    | Akito Watabe        | JPN    | Fabian Rießle       | GER   |
| 2016/2017 | Eric Frenzel        | GER    | Johannes Rydzek     | GER    | Akito Watabe        | JPN   |

## Winnaars van de wereldbeker sprint
| Seizoen   | Atleet              | Nationaliteit |
| --------- | ------------------- | ------------- |
| 2000/2001 | Felix Gottwald      | AUT           |
| 2001/2002 | Ronny Ackermann     | GER           |
| 2002/2003 | Ronny Ackermann     | GER           |
| 2003/2004 | Hannu Manninen      | FIN           |
| 2004/2005 | Hannu Manninen      | FIN           |
| 2005/2006 | Hannu Manninen      | FIN           |
| 2006/2007 | Jason Lamy-Chappuis | FRA           |
| 2007/2008 | Ronny Ackermann     | GER           |

1983/1984 ·
1984/1985 ·
1985/1986 ·
1986/1987 ·
1987/1988 ·
1988/1989 ·
1989/1990 ·
1990/1991 ·
1991/1992 ·
1992/1993 ·
1993/1994 ·
1994/1995 ·
1995/1996 ·
1996/1997 ·
1997/1998 ·
1998/1999 ·
1999/2000 ·
2000/2001 ·
2001/2002 ·
2002/2003 ·
2003/2004 ·
2004/2005 ·
2005/2006 ·
2006/2007 ·
2007/2008 ·
2008/2009 ·
2009/2010 ·
2010/2011 ·
2011/2012 ·
2012/2013 ·
2013/2014 ·
2014/2015 ·
2015/2016 ·
2016/2017 ·
2017/2018 ·
2018/2019 ·
2019/2020 ·
2020/2021 ·
2021/2022 ·
2022/2023 ·
2023/2024
Alpineskiën ·
Biatlon ·
Bobsleeën ·
Freestyleskiën ·
Langlaufen ·
Noordse combinatie ·
Rodelen ·
Schaatsen ·
Schansspringen ·
Shorttrack ·
Skeleton ·
Snowboarden ·
Telemarken